# كوتة (راجستان)
كُوتَة (بالهندستانية: کوٹہ/कोटा) مدينة في الهند والثالثة بعد أكبر مدينتين عمارةً في ولاية راجستان. وقد جاوزت عدة أهلها مليون نفس سنة 2011، وازدادت نصف مليون سنة 2023. وهي على الشط الشرقي من نهر جنبل في أقصى جنوب راجستان بناحيتها الداخلة في ولاية مَدْيَةَ بَرَدِيش.